# Lleterola vera
La lleterola vera, lleterola roja o lleterola vermella (Lactifluus rugatus) és una espècie de fong de l'ordre dels russulals (Russulales). És una lleterola de llet blanca, de barret color vermell brunenc, sec i finament vellutat.

## Morfologia
Bolet de barret més aviat mitjà, de fins a 10 cm de diàmetre, carnós, deprimit de superfície vellutada, de color vermell ataronjat, arrugada concèntricament, especialment cap el marge involut.
Làmines de cremoses a lleugerament ocràcies; brunenques al frec. Cama curta, farcida, de superfície pruïnosa, de color semblant al barret. Carn compacta, fràgil, blanquinosa; làtex abundant, blanc, fluid, dolcenc al tast.

## Hàbitat
Comú a la terra baixa i litoral, surt des de l'estiu a la tardor, en boscos termòfils, preferentment sorrencs, tant calcaris com silicis, vora alzina i surera, sovint entre estepes; també pot aparèixer en fagedes.

## Observacions
D'aspecte similar a la lleterola roja peixenca (Lactifluus volemus), però més menuda, se'n diferencia per les làmines més espaiades, la cutícula arrugada concèntricament i l'embruniment de les làmines i la carn menys evident. En la lleterola vera la reacció al sulfat de ferro és rosa mentre que en la lleterola roja peixenca és verda.

## Comestibilitat
Comestible. D'excel·lent qualitat.